# TransBrasil FM Capim Grosso
TransBrasil FM é uma estação de rádio brasileira sediada no município de Capim Grosso, cidade do estado da Bahia. Opera no dial FM 90.9 MHz e é afiliada á Play Hits. Pertence ao Grupo Lomes de Comunicação, que controla diversas emissoras de rádio na Bahia.

## História
Em 2011, o empresário Antônio Lomes do Nascimento, proprietário do Grupo Lomes de Comunicação, consegue concessões de rádio para operar em Aramari, Amélia Rodrigues e Capim Grosso, sendo esta última com concessões em AM e FM — as primeiras rádios comerciais da cidade. A implantação das emissoras foi confirmada em outubro de 2012, com a compra de equipamentos efetivada.
Em setembro de 2013, foi confirmada oficialmente a inauguração das novas emissoras de rádio, sendo que a rádio FM iria ser afiliada á Transamérica Hits. As emissoras foram inauguradas oficialmente em 27 de setembro de 2013, em evento ao público que reuniu autoridades locais e contou com a presença de Antônio Lomes.
No dia 31 de dezembro de 2019, por conta da unificação da rede, a emissora encerrou a afiliação com a rede, operando com uma programação ainda não definida. No dia 2 de janeiro de 2020, foi anunciado a afiliação da emissora com a Rede Play Hits (atual Rede UP). A emissora estreou no dia 3, com o nome de TransBrasil FM.